# Square Jules-Ferry
Square Jules-Ferry je square v Paříži v 11. obvodu.

## Historie
Square bylo založeno v roce 1924 na ploše 5830 m2 uprostřed Boulevardu Jules-Ferry. Náměstí bylo pojmenováno po pařížském starostovi Julesovi Ferrym. V roce 1909 zde byla instalována kamenná socha, kterou vytvořil sochař Jean-Bernard Descomps (1872-1948). Představuje tzv. Grisette (tj. Šedivka), označení, které vzniklo na konci 19. století pro mladé dívky, které pracovaly v oděvních dílnách oblečené v šedé halence.